# Edgecumbe

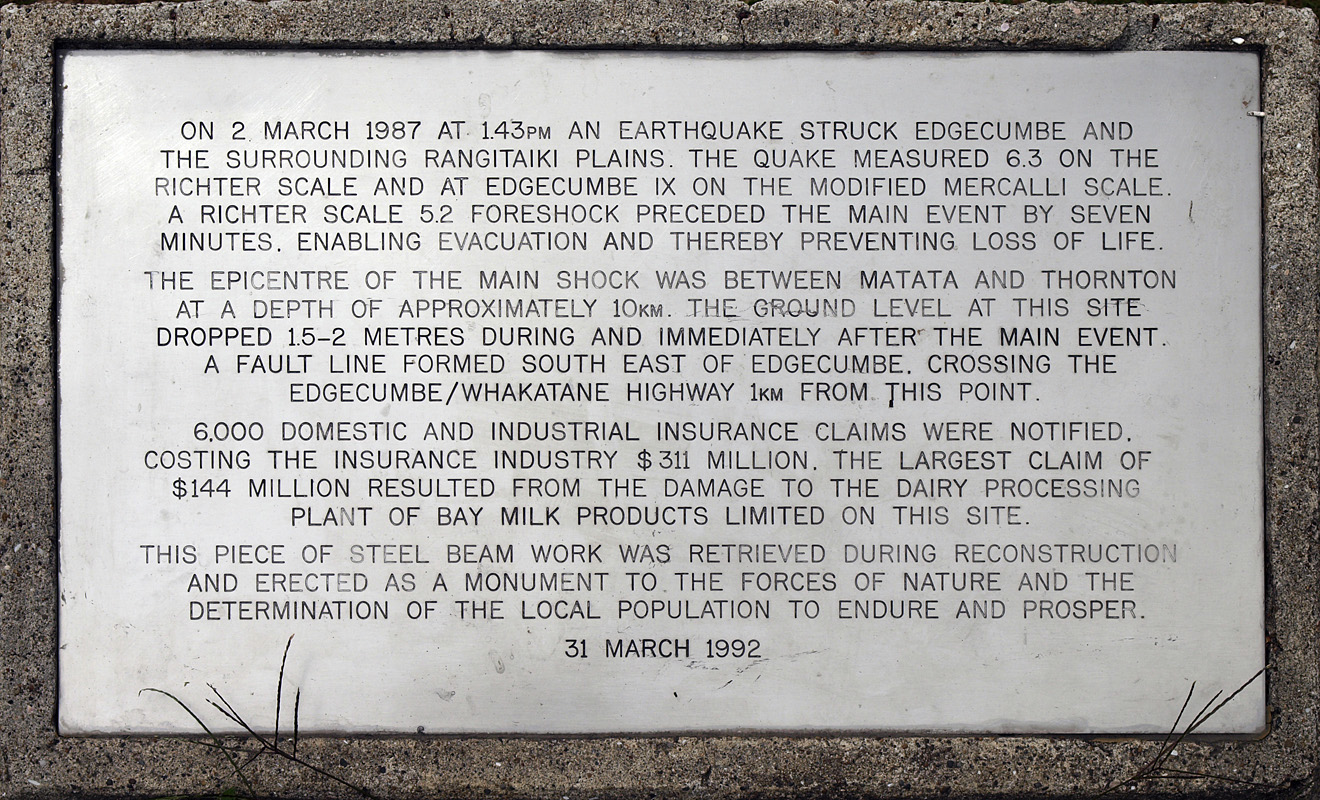
Erinnerungsschrift an das Erdbeben von 1987

Edgecumbe ist ein Ort im Whakatāne District in der Region Bay of Plenty auf der Nordinsel von Neuseeland. Der Ort wurde 1987 durch das Edgecumbe-Erdbeben über die Landesgrenzen hinaus bekannt.

## Namensherkunft
Der Name des Ortes wurde wohl in Anlehnung des Mount Edgecumbe gewählt, der 821 m hohe Vulkan, der etwa 18 km südwestlich von Edgecumbe liegt und von jedem Punkt der Rangitaiki Plain aus gut sichtbar ist. Der Berg selbst bekam seinen Namen von James Cook, der die Bay of Plenty im Oktober 1769 besuchte und von See aus die Erhebung sah. Er benannte den Berg möglicherweise nach George Edgecumbe, einem Admiral der britischen Marine.

## Geografie
Der Ort liegt am Rangitaiki River inmitten der Ebene der Rangitaiki Plain, 15 km westlich von Whakatāne und etwa 8 km südlich von der Küste der Bay of Plenty entfernt. Verkehrstechnisch ist Edgecumbe am New Zealand State Highway 2 angeschlossen, der den Ort in zwei Hälften teilt. Die parallel zum State Highway 2 verlaufende 1910 gebaute Eisenbahnlinie ist nicht mehr in Betrieb.

## Wirtschaft
Der Ort wird wirtschaftlich von zwei Faktoren bestimmt. Zum einen von der Landwirtschaft, die sich in dem weiten flachen Land auf die Milcherzeugung konzentriert hat und auf die Weiterverarbeitung von Milch zu Milchpulver und anderen Produkten durch den neuseeländischen Fonterra-Konzern, der in dem Ort eine Fabrik betreibt und damit neben der Landwirtschaft mit zum wichtigsten Arbeitgeber in der Ebene geworden ist.

## Überflutungen
Wirtschaftliche Beeinträchtigungen erfährt die Region um Edgecumbe immer wieder durch die wiederkehrenden Überflutungen, obwohl die Häufigkeit der Fluten durch den Bau der beiden Staudämme am Lake Āniwhenua und am Lake Matahina geringer geworden sind. Die größten Fluten hatte die Region in den Jahren 1891 und 1925 erlebt und die letzten beiden große Überschwemmung im Juli 2004 setzte rund 17.000 ha Land unter Wasser und im April 2017 den gesamten Ort. Nachdem der Zyklon Debby mit seinen immensen Regenmengen den Rangitaiki River hat derart anschwellen lassen, brach am 7. April 2017 direkt am Ort der Damm des Flusses und setzte den gesamten Ort und die nördlich liegende Landschaft unter Wasser. Vergleichende Satellitenaufnahmen, die von der Bay of Plenty Times am 13. April 2017 veröffentlicht wurden, zeigten das ganze Ausmaß der Überschwemmung.

## Edgecumbe-Erdbeben
Am 2. März 1987, gegen 13:35 Uhr, erschütterte eine Erdbeben mit der Stärke von 5,2 auf der Richterskala die Bay of Plenty, ließ den Strom ausfallen und schickte Menschen verängstigt auf die Straße. Nur sieben Minuten später erfolgte das zweite Beben, welches mit einer Stärke von 6,5 in die Geschichte der des Ortes und der Region eingehen sollte. Das Epizentrum lag zwischen Thornton und Matata knapp 15 km nördlich von Edgecumbe. Infolge der Schockwellen brach die Erde an verschiedenen Stellen auf. Der mit 7 km längste Bruch entstand 1 km südwestlich von Edgecumbe, erzeugte einen Versatz von bis zu 3 m und ließ den westlichen Teil der Ebene zwischen 1,5 und 2 Metern abrupt absinken.
Obwohl die Stärke des Bebens vergleichbar mit anderen Erdbeben des Landes nicht außerordentlich hoch war, wurden doch erhebliche Schäden durch die flach unter der Oberfläche verlaufenden Schockwellen, die Beobachter als Rollen beschrieben, verursacht. Edgecumbe, Te Teko, Kawerau, Matata und Thornton, waren die Städte, die die meisten Schäden zu verzeichnen hatten. Etwa 50 % der Häuser in Edgecumbe wurden beschädigt. Die Papierfabrik in Kawerau, 18 km südwestlich von Edgecumbe, sowie wie die Molkereianlage in Edgecumbe wurden schwer beschädigt. Der 15 km südlich von Edgecumbe liegende Matahina Staudamm wurde so stark beschädigt, dass er geleert werden musste und die Evakuierung von 3000 Menschen vorübergehend notwendig wurde. Infolge des Bebens hatte der Damm Risse bekommen und war an den Stützpfeilern undicht geworden, was eine Reparatur 1988 nötig machte und eine nachträgliche Verstärkung des Staudamms in den späten 1990ern nach sich zog, um zukünftigen stärkeren Erdbeben gewachsen zu sein.
Durch das Vorbeben vorgewarnt, kamen beim Hauptbeben und den vier größeren Nachbeben über der Stärke 5 keine Menschen ums Leben, wohl aber gab es zahlreiche Verletzte. Den Versicherungen kostete das Beben 315 Mio. NZ$.